# Plan klasztoru w Sankt Gallen

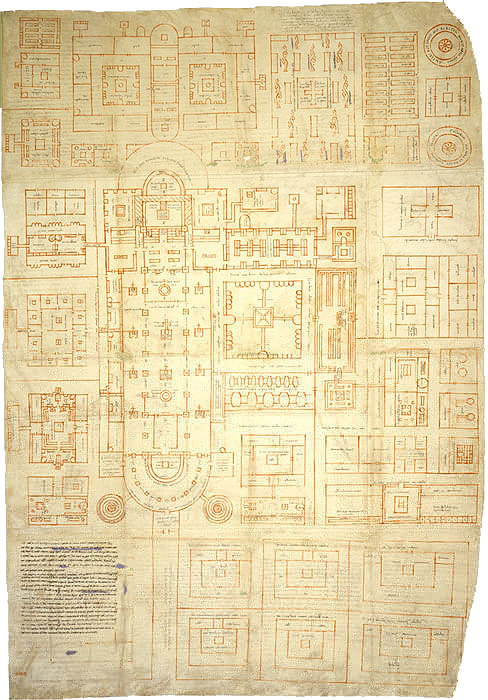
Plan klasztoru w Sankt Gallen

Plan klasztoru w Sankt Gallen – zachowany do dziś plan założenia klasztornego w St. Gallen, datowany na ok. 820 rok (okres karoliński). Plan ma wymiary 112 cm x 77,5 cm, został wykonany na pergaminie, a przechowywany jest obecnie w bibliotece klasztornej w Sankt Gallen. Uważany jest za wzorcowy, idealny plan klasztoru.
Został sporządzony na wyspie Reichenau na podstawie ustaleń synodu opatów w Akwizgranie w 817 roku i prawdopodobnie przesłany w 820 przez biskupa Heito opatowi Sant Gallen Gosbertowi jako wzór. Najprawdopodobniej nigdy nie został jednak zrealizowany.
Jest to jedyny zachowany plan architektoniczny sprzed XIII wieku (z ok. 1250 pochodzi tzw. palimpsest z Reims); także z XIII wieku pochodzą rysunki architektoniczne w szkicowniku Villarda de Honnecourt).
Plan klasztoru został sporządzony z uwzględnieniem reguły św. Benedykta, w oparciu o rozkład rzymsko-brytańskiego obozu wojskowego. Natomiast koncepcję claustrum, tworzonego przez pomieszczenia zgrupowanego wokół krużganków zainspirowano rzymskim domem z perystylem. Plan przedstawia kościół wraz z otaczającymi go zabudowaniami, dzięki którym klasztor był w dużej mierze samowystarczalny. Obok pomieszczeń dla mnichów i opata, na terenie klasztoru umieszczono budynki gospodarskie, warsztaty, stodoły, obory, spiżarnie, szpital, szkołę, ogrody, cmentarz i inne.
Identyfikacja poszczególnych części i pomieszczeń klasztoru:
A-F. Kościół

1. Wirydarz

2. Dormitorium, pod nim w przyziemiu kalefaktorium

3. Dom opata

4. Refektarz

5. Kuchnia mnichów

6-7. Piekarnia i browar mnichów

8. Spiżarnia, pod nią w przyziemiu piwnica na wino i piwo

9. Rozmównica mnichów

10. Biblioteka, pod nią w przyziemiu skryptorium

11. Pomieszczenie do przechowywania szat liturgicznych, pod nią w przyziemiu zakrystia

12-17. Nowicjat i infirmeria

18. Dom lekarzy

19. Ogród z ziołami

20. Dom służący zabiegom medycznym

21. Szkoła

22-23. Izby

24. Dom dla gości

25. Kuchnia, piekarnia i browar dla gości

26. Dom, kuchnia, piekarnia i browar dla ubogich

27. Prawdopodobnie dom dla świty cesarskiej

28. Cmentarz i sad

Pomieszczenia gospodarskie:

a. dom dla rzemieślników

b. ogród warzywny

c. dom ogrodnika

d. gęsiarnia

e. dom nadzorcy gęsiarni i kurnika

f. kurnik

g. pomieszczenie do przygotowania oliwy i chleba do konsekracji

h. stodoła

i. warsztaty

j. młyn, folusz

m. owczarnia, koziarnia

n. obora

o. prawdopodobnie dom dla żołnierzy cesarskich

p. chlew

q. stajnia

r-s. stajnie